# Hill County, Montana
Hill County är ett administrativt område i delstaten Montana, USA. År 2010 hade countyt  16 096 invånare. Den administrativa huvudorten (county seat) är Havre. 

## Geografi
Enligt United States Census Bureau har countyt en total area på 7 553 km². 7 501 km² av den arean är land och 52 km² är vatten. 

### Angränsande countyn
- Liberty County, Montana - väst
- Chouteau County, Montana - syd
- Blaine County, Montana - öst
- gränsar mot Kanada i norr